# Квинт Элий Пет (понтифик)
Квинт Элий Пет (лат. Quintus Aelius Paetus; погиб 2 августа 216 года до н. э.) — римский политический деятель из плебейского рода Элиев Петов, кандидат в консулы на 216 год до н. э., проигравший выборы. Погиб в битве при Каннах во время Второй Пунической войны. Был членом жреческой коллегии понтификов и (по одной из версий) занимал должность претора.

## Биография
Квинт Элий принадлежал к незнатному плебейскому роду, возвышение которого началось в III веке до н. э. Благодаря Капитолийским фастам известно, что отец Квинта носил преномен Публий.
Первое надёжно датированное сообщение о Квинте Элии в сохранившихся источниках относится к 217 году до н. э., когда в Италии шла Вторая Пуническая война. Квинт Элий выдвинул свою кандидатуру в консулы на очередных выборах. Однако эту должность он не получил: больше всего голосов набрали популярный политик-демагог Гай Теренций Варрон (плебей) и патриций Луций Эмилий Павел, вокруг которого сплотилась старая аристократия. В следующем году Квинт Элий принял участие в битве при Каннах и погиб в схватке (2 августа 216 года до н. э.). Об этом пишет Тит Ливий, не уточняя подробности. Известно, что на момент гибели Пет был членом жреческой коллегии понтификов, и позже на его место был избран Квинт Фульвий Флакк.
Римский писатель I века н. э. Валерий Максим рассказывает, что однажды, когда претор по имени Квинт Элий творил суд, ему на голову сел дятел. «Гадатели убедили его в том, что если птица останется жива, то судьба его семьи будет счастливой, но республики — несчастной, а если её убить, всё будет наоборот. Прямо на глазах у сената Элий немедленно убил птицу». В результате при Каннах погибли семнадцать представителей рода Элиев. Похожие истории рассказывают Плиний Старший (у него фигурирует Элий Туберон) и Секст Юлий Фронтин (у него упоминаются Гай Элий и пятнадцать погибших при Каннах представителей этого рода). Таким образом, уже в античную эпоху не было единого мнения о том, к кому из Элиев относится этот сюжет. Если принять версию Валерия Максима, получается, что речь идёт о Квинте Элии Пете, который, таким образом, до попытки избраться консулом занимал должность претора. Какие-либо другие подробности, как и дата претуры, остаются неизвестными.
Сыновьями Квинта Элия были Публий Элий (консул 201 года до н. э.) и Секст Элий, получивший агномен Кат (консул 198 года до н. э.).